# جوناثان هولمز (كرة سلة)
جوناثان هولمز (بالإنجليزية: Jonathan Holmes)‏ مواليد 9 ديسمبر 1992 في سان أنطونيو، هو لاعب كرة سلة أمريكي. بدأ مسيرته الاحترافية في سنة 2015. يحمل الرقم 33. يبلغ طوله 6 قدم 9 بوصة (2.1 م). لعب مع نادي برشلونة لكرة السلة في الدوري الإسباني لكرة السلة وكانتون شارج في دوري الرابطة الوطنية لفئة التطوير.

## روابط خارجية
- جوناثان هولمز على موقع الاتحاد الدولي لكرة السلة (الإنجليزية)
- جوناثان هولمز على موقع سبورتس رفرنس (الإنجليزية)
- جوناثان هولمز على موقع الدوري الإسباني لكرة السلة (الإسبانية)
- جوناثان هولمز على موقع كرة السلة الأوروبية.كوم (الإنجليزية)
- جوناثان هولمز على موقع كلية كرة السلة في سبورتس رفرنس.كوم (الإنجليزية)
- جوناثان هولمز على موقع ريلجم (الإنجليزية)
- جوناثان هولمز على موقع بروبوليرز (الإنجليزية)
- جوناثان هولمز على موقع سبورتس رفرنس (الإنجليزية)
- جوناثان هولمز على موقع سبورتس رفرنس (الإنجليزية)